# Staticobium zolotarenkoi
Staticobium zolotarenkoi är en insektsart. Staticobium zolotarenkoi ingår i släktet Staticobium och familjen långrörsbladlöss. Inga underarter finns listade i Catalogue of Life.